# Gare de Bigny
Gare de Bigny vasútállomás Franciaországban, Vallenay településen.

## Vasútvonalak
Az állomást az alábbi vasútvonalak érintik:
- Bourges-Miécaze-vasútvonal

## Kapcsolódó állomások
A vasútállomáshoz az alábbi állomások vannak a legközelebb:
- Gare de Châteauneuf-sur-Cher (Gare de Bourges, Bourges-Miécaze-vasútvonal)
- Gare de Saint-Amand-Montrond - Orval (Gare de Montluçon-Ville, Bourges-Miécaze-vasútvonal)